# モナコeプリ
モナコeプリ（英: Monaco ePrix ）は、モナコ公国のモンテカルロ市街地コースで行われるフォーミュラE世界選手権レースの一戦。

## 概要
2015年に第1回大会が開催された。レースの舞台となるのは、F1と同じモンテカルロ市街地コースである。
2021年の第4回大会より、F1のコースと同様のレイアウトとなった。

## 過去の結果
| 年           | サーキット   | 勝者                                 | エントラント                      |
| ------------ | ------------ | ------------------------------------ | --------------------------------- |
| 2015         | モンテカルロ | セバスチャン・ブエミ                 | e.dams・ルノー                    |
| 2017         | モンテカルロ | セバスチャン・ブエミ                 | ルノー・e.dams                    |
| 2019         | モンテカルロ | ジャン＝エリック・ベルニュ           | DS・テチーター                    |
| 2021         | モンテカルロ | アントニオ・フェリックス・ダ・コスタ | DS・テチーター                    |
| 2022         | モンテカルロ | ストフェル・バンドーン               | メルセデスEQ・フォーミュラEチーム |
| 2023         | モンテカルロ | ニック・キャシディ                   | エンヴィジョン・レーシング        |
| 2024         | モンテカルロ | ミッチ・エバンス                     | ジャガー・TCS・レーシング         |
| 2025 レース1 | モンテカルロ | オリバー・ローランド                 | ニッサン・フォーミュラEチーム     |
| 2025 レース2 | モンテカルロ | セバスチャン・ブエミ                 | エンヴィジョン・レーシング        |